# Kulturno umjetničko društvo Sarvaš
Kulturno umjetničko društvo Sarvaš iz Sarvaša osnovano je 17. svibnja 2012. godine. Osnovale su ga Branka Mitrović, Silvija Herceg i Loreta Suhić.

## Osnivanje
Odluka da se osnuje društvo u prigradskom naselju nije bila laka, a proces osnivanja, okupljanja ljudi i sakupljanja građe bio je mukotrpan i dug posao. Razlog zašto se društvo osnovalo jesu brojne pozitivne kvalitete koje društvo folklornog amaterizma može pružiti, a to je integracija društva kroz kulturne i društvene izričaje, razvijanje vokalnih i plesnih sposobnosti, proučavanje narodnog identiteta te socijalne vrijednosti zajedništva i stvaralaštva. KUD Sarvaš specifičan je po dvije stvari među društvima: Prva je ta da društvo prati pojam „Kulturne tvornice“ što označuje aktivnosti društva koje od društva ne traže samo reprezentaciju minulih tradicija nego i stvaranje novih jer se za uspješno funkcioniranje članova trebaju stvoriti i nove kompetencije i nove mogućnosti. Drugo je da društvo prezentira jednu od najmanjih šokačkih etnografskih regija Šokaca zajedno sa selima Aljmaš i Sonta. Ciljevi društva su uspješna i kvalitetna prezentacija folklornog šokačkog identiteta na smotrama, javnim događanjima i koncertima zatim usavršavanje članova kroz vokalne i plesne probe te stjecanje socijalnih i društvenih uvjeta za razvoj zajedničkog života u selu te putovanja i druženja.

## Tradicije Aljmaša i Sonte
Sarvaš je do Drugog svjetskog rata bio naseljen većinom njemačkim (švapsim) stanovništvom koje je nakon rata prognano, a u Sarvaš se doseljuju ljudi iz Like, Osijeka, Požeške kotline, Zagorja i odasvud iz prostora bivše Jugoslavije kako bi došli raditi u tada industrijski razvijeni Osijek, posebice u drvne industrije. 
Sarvaš ne posjeduje unisoni identitet kojeg bi društvo reprezentiralo, nego se u cjelini identiteta donesenih u Sarvaš, KUD odlučuje reprezentirati onaj Šokački, najbliži selu, a to su sela Aljmaš i Sonta. Takvim pristupom pristupili su i druga gradska i prigradska društva u kojima odabiru specifičnu etnografsku mikroregiju koju pritom reprezentiraju unatoč tome što nije autohtona. Osim toga postojala je i mogućnost ansamblovskog tipa društva, koreografiranog i stiliziranog, međutim društvo se odlučilo s unikatniju reprezentaciju.
Aljmaš i Sonta su dva sela smještena s istočne i zapadne strane Dunava koje zajedno sa selima Vajska, Bođani, Bački Monoštor, Bač, Plavna, Bački Breg te Santovo čine etnografsku regiju zvanu Zadunavlje. Ova dva sela pripadaju manjoj mikroregiji Bačka unatoč i današnjim političkim i geografskim granicama. Obadva sela naseljena su pretežito šokačkim stanovništvom ali bilo je puno Mađara, Roma te Srba.
Sela Aljmaš i Sonta jedinstvena su sela po bogatstvu izričaja i utjecaja zbog svoje veličine koje će već sredinom dvadesetog stoljeća rezultirati većinskim odbacivanjem većine identiteta. Aljmaš to čini pirodnim putem pomodarstva i utjecaja mode, Sonta to čini jer je nacionalna manjina, međutim uvelike pasivno čuva unikatne predmete s početka stoljeća. Podatak Etnografskog Instituta u Zagrebu da je Institut sredinom prošlog stoljeća golemi broj etnoloških predmeta i građe otkupio od Aljmaša govori o napuštanju šokačkog izričaja i prihvaćanju pomodnog građanskog stila.
Ova dva sela utjecaje kupe od svih drugih velikih regija, a težišta su im Mohač te Sombor. Osijek nije toliko gravitirao jer je bio velik broj Mađara i trgovaca koji su Dunavom prolazili kroz Aljmaš te je tako utjecaj dolazio ponajviše iz Mohača. Kroj oplećaka je identičan onim kod baranjskih i mohačkih Šokica te je čeoni dio djevojačkog češljanja sukladan baranjskome, a zaglavni slavonskom. Specifične kapice udanih žena ovih krajeva pripadaju bošnjačkom i šokačkom tipu pokrivanja glave pečuškog i mohačkog kraja koji se raspostranio po baranji pa sve do Aljmaša i Sonte na jugu. Suknje ne idu u širinu kao slavonske i bačke, ali su jednako dugačke za razliku od baranjskih te je velik utjecaj Bačke i Vojvodine u ukrašavanju i nošenju nakita. Muškarci nose kraće gaće nego Bačvanci. Prema podacima iz muzeja pjeva se u G duru, a plesovi su bili preuzimani iz drugih većih regija s tim da Sonta pleše u desnu stranu.

## Društvo danas
U drugoj godini svog djelovanja KUD Sarvaš promijenio je vodstvo. Trenutni predsjednik je Bojan Amanović, magistar pedagogije i magistar edukacije povijesti, dok Silvija Herceg ostaje potpredsjednica. Društvo i dalje broji sličan broj članova, ali uz veliki napredak obogaćivanja inventara nastupi su sve brojniji te članice i članovi ostaju zapaženi zbog studioznog rada i vjernog prikazivanja tradicije i nošnji. Pri KUD-u ne djeluje tamburaški orkestar već se njeguju plesovi i pjesme uz tamburu samicu i gajde. Dječju sekciju trenutno vodi Zvjezdana Tot. 
KUD Sarvaš je također pokrenuo Seminar sviranja tradicijskih glazbala 2014. godine pod pokroviteljstvom Ministarstva kulture koji je bio vrlo dobro posjećen, od članova dubrovačkog ansambla "Linđo" do vukovarskog "Dunav". Seminar su održavali Andor Vegh, gajdaš iz Pečuha te voditelj Tomislav Livaja.
Ostvarena je vrlo dobra suradnja s Mjesnim odborom Sarvaš, Gradom Osijekom, Osječko-baranjskom županijom, ostalim sarvaškim udrugama, te KUD-ovima na područu grada i šire.

## Vanjske poveznice
- KUD Sarvaš – službena FB stranica